# Unterstützungskommando (Bayern)

Emblem des USK (Tätigkeitsabzeichen an der Uniform)

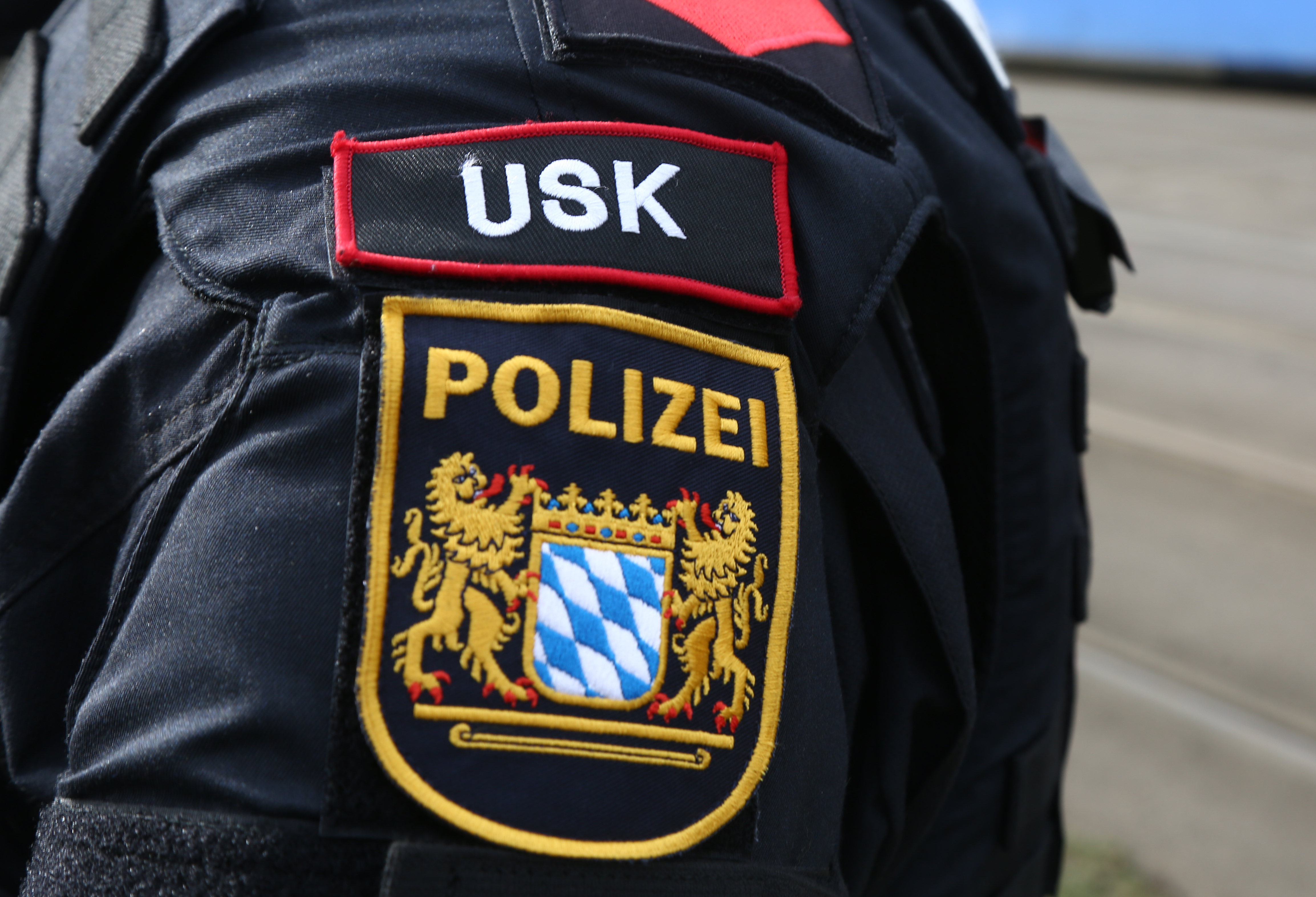
Ärmelabzeichen

Das Unterstützungskommando (USK) zählt zu den spezialisierten Kräften der bayerischen Polizei mit Sonderaufgaben und unterhält hier mehrere Standorte. 1987 vor allem zur Bekämpfung von schweren Ausschreitungen aufgestellt, wird das USK heute als geschlossene Einheit in vielen verschiedenen Bereichen eingesetzt.

## Geschichte
Offizieller Anlass der Gründung waren die tödlichen Vorfälle an der Startbahn West am 2. November 1987. Ein Demonstrant hatte während einer gewalttätigen Demonstration zwei Polizeibeamte erschossen. Bereits vier Tage später kam es zur Aufstellung der Unterstützungskommandos. Diese Entscheidung wurde vor allem durch die Auseinandersetzung von Atomkraftgegnern mit der bayerischen Polizei in Wackersdorf mitgeprägt und auf Initiative des damaligen Innenstaatssekretärs Peter Gauweiler gefällt. Die Bayerische Staatsregierung holte Mitglieder der Berliner Sondereinheit EbLT (Einsatzbereitschaft für besondere Lagen und einsatzbezogene Ausbildung) zu Hilfe. Nach deren Muster wurde das USK mit verändertem Konzept gegründet und bald darauf auch in Wackersdorf eingesetzt. Am 3. Februar 1988 präsentierte Gauweiler das USK das erste Mal der Presse. Hierfür ließ er Journalisten in polizeilichen VW-Bussen zum Flugplatz der Grenzschutzfliegerstaffel in Oberschleißheim anfahren, die bereits auf dem Weg dorthin durch – von Mitgliedern des USK dargestellte – „Demonstranten“ angegriffen wurden. Die falschen Demonstranten wurden anschließend von echten USK-Polizisten überwältigt.
Ähnlich dem USK sind die Beweissicherungs- und Festnahmeeinheiten (BFE) sowie das Überfallkommando in Frankfurt am Main.

## Auftrag

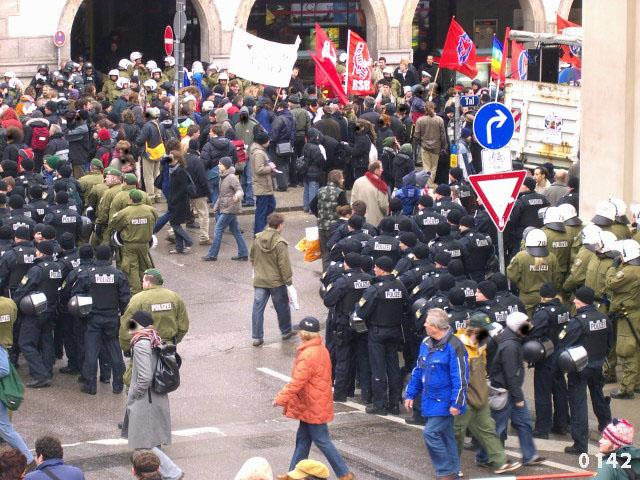
USK am Münchner Marienplatz

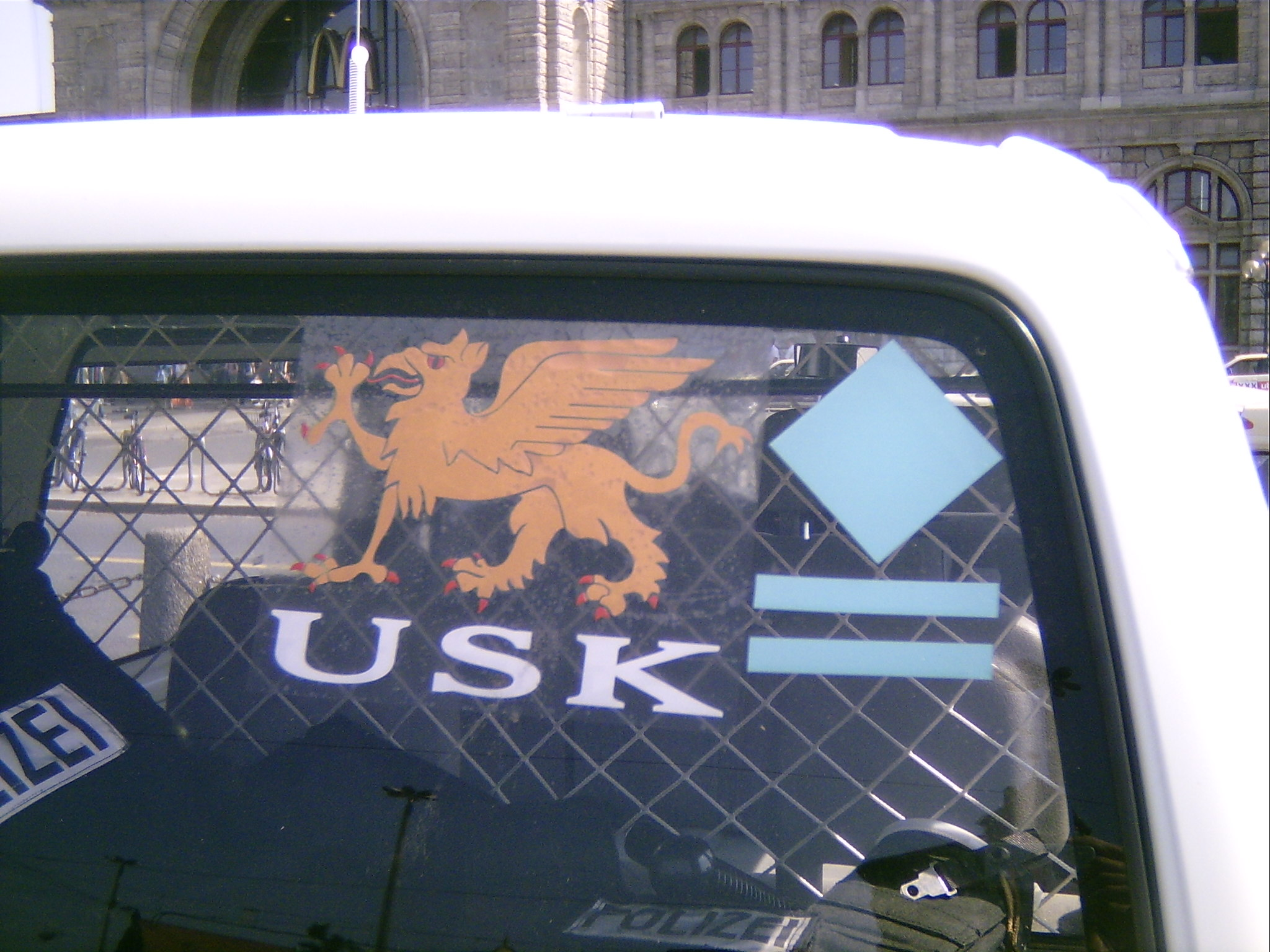
Wappen (Greif) und taktisches Zeichen auf einem Einsatzfahrzeug

Die Aufgabenbereiche des USK sind breit gefächert, hauptsächlich handelt es sich um über den normalen Polizeidienst hinausgehende Sonderlagen.
Die Einsatzgebiete sind u. a.:
- Demonstrationen, bei denen (schwere) Ausschreitungen zu erwarten sind[5][6][7][8][9]
- (sportliche) Großveranstaltungen, wie z. B. Fußballspiele, bei denen Übergriffe zu erwarten sind[5][6][7][8][9]
- Bekämpfung der organisierten Kriminalität, der Schwerkriminalität und der Drogenkriminalität (Razzien, Observationen, Zugriffe etc.)[5][6][7]
- Fahndung und Festnahme von gefährlichen, evtl. bewaffneten Straftätern (auch nach Haftbefehl)[5][6][7]
- Stürmen von Objekten (Gebäuden, Wohnungen etc.) zum Zweck der Festnahme von gefährlichen Straftätern[8][9]
- Durchführung von Gefangenentransporten, wenn mit Gefangenenbefreiung zu rechnen ist, oder sehr gefährliche Gefangene transportiert werden (früher vom SEK durchgeführt)[7]
- Notzugriff bei Geiselnahmen oder Amoklagen, bis zum Eintreffen des SEK[7]

Das USK wird bei polizeilichen Lagen mit erhöhtem Gefährdungspotenzial auch außerhalb Bayerns eingesetzt.
Außerhalb der Sondereinsätze oder der Aus- und Fortbildung unterstützt das USK auch die örtlichen Dienststellen im täglichen Polizeidienst. Dabei sind die Beamten zwar teilweise in „normaler“ Uniform unterwegs, jedoch meist durch einen Aufnäher mit dem USK-Abzeichen bzw. -Aufkleber auf den Fahrzeugen als USK-Beamte zu erkennen. Das USK soll ein entschlossenes und kompromissloses Auftreten auszeichnen.

## Organisation
Das USK ist zu einem Teil an die bayerische Bereitschaftspolizei angegliedert:
- Unterstützungskommando innerhalb der III. Bereitschaftspolizeiabteilung Würzburg
- Unterstützungskommando innerhalb der 15. Einsatzhundertschaft der IV. Bereitschaftspolizeiabteilung Nürnberg
- Unterstützungskommando innerhalb der 22. Einsatzhundertschaft der VI. Bereitschaftspolizeiabteilung Dachau

Der andere Teil des USK untersteht als Teil der Landespolizei den Polizeipräsidien München und Mittelfranken:
- Unterstützungskommando innerhalb der 3. Einsatzhundertschaft bei der Polizeiinspektion Ergänzungsdienste des Polizeipräsidiums München
- Unterstützungskommando innerhalb der Einsatzhundertschaft des Polizeipräsidiums Mittelfranken

Das USK ist in Hundertschaften aufgebaut. Eine Hundertschaft untersteht dem Hundertschaftsführer und seinem Stellvertreter. Eine Einsatzhundertschaft besteht aus mehreren Einsatzzügen, die wiederum untergliedert sind in Beweissicherungs- und Zugriffsgruppen. Jeder Einsatzzug hat einen Zugführer. Daneben gibt es noch einen etwas kleineren Hundertschaftstrupp, der für Versorgung und Ausrüstung zuständig ist. Die Einsatzwagen des USK tragen alle Bamberger Autokennzeichen, weil sich in Bamberg das Präsidium der Bereitschaftspolizei befindet.

## Rekrutierung und Ausbildung
Um sich beim USK bewerben zu können, muss man zuerst, wie bei allen anderen Einheiten auch, die normale Polizeiausbildung abschließen.
Jedoch hat das USK neben den normalen Anforderungen für den Polizeidienst eigene, sehr hohe Aufnahmekriterien.
So müssen die Beamten, die sich zum USK bewerben, körperlich und psychisch extrem leistungsfähig sein. Das Auswahlverfahren, bei dem sich regelmäßig um ein Vielfaches mehr Beamte bewerben, als Planstellen vorhanden sind, gliedert sich in zwei Teilbereiche, den Sporttest und ein psychologisches Gespräch. Der Sporttest muss von allen USK-Beamten einmal im Jahr erfolgreich absolviert werden, um in der Einheit bleiben zu dürfen. Sie müssen als Mindestleistung unter anderem 3000 Meter in weniger als 13:30 Minuten laufen, acht Klimmzüge machen und beim Bankdrücken achtmal 70 Prozent ihres Körpergewichts stemmen können.
Nach dem Auswahlverfahren wird eine Reihung der Bewerber erstellt, und die besten werden ins USK aufgenommen. Frauen sind beim USK eher die Ausnahme. Nach der Aufnahme ins USK durchlaufen die Neuzugänge zuerst einen sechsmonatigen Grundlehrgang. Die Ausbildungsinhalte, die auch im täglichen Dienst geübt werden, sind u. a. Festnahmetaktik und -technik, Waffen- und Schießausbildung, Rechtskunde, Psychologie, Täterverhalten, taktische Übungen, Einsatztaktik und schwerpunktmäßig Kampf- und Ausdauersport. Vor allem Ju-Jutsu, aber auch diverse andere Kampfkünste werden wie bei anderen Spezialeinheiten geübt.
Beamte des USK haben ein weit größeres Schießpensum als reguläre Polizisten. Statt der üblicherweise vorgeschriebenen 50 Schuss pro Jahr sind es beim USK 2.500. Die Ausbilder des USK versuchen, die Schießausbildung so realitätsnah wie möglich zu gestalten. Durch körperlichen und psychischen Stress sollen die Beamten auf den Einsatz des letzten Mittels vorbereitet werden. Neben den üblichen Zielscheiben werden Diaserien und Filme (sog. Schießkino) verwendet, die eine bestimmte Situation zeigen und in denen der Schütze in Sekundenbruchteilen entscheiden muss, ob er schießt.

## Ausrüstung
Jeder Angehörige des USK verfügt über eine persönliche Ausrüstung, die Streifenpolizisten nicht zur Verfügung steht. Dazu gehört eine Schutzweste, in die Polyethylenplatten eingeschoben werden können, um auch vor größerem Kaliber zu schützen. Außerdem verfügt sie über eine Stichschutzeinlage. Jeder Beamte hat einen kombinierten Schienbein-Knieschutz, sowie Schulter-, Arm- und Oberschenkelschützer aus Kunststoff, ähnlich den Eishockeyspielern, sowie einen Tiefschutz. Den Kopf schützt ein Helm mit durchsichtigem Kunststoffvisier, dazu kommt ein Goretex-Anzug. Die neuen nicht-brennbaren Schutzanzüge aus flammenhemmendem Aramid-Gewebe haben nach Auskunft des bayerischen Innenministeriums sowohl einen höheren Tragekomfort als auch eine wesentlich bessere Schutzwirkung als die alten Baumwoll-Anzüge. Seit 2005 sind die Beamten des USK mit neuen Overalls in der Farbe Pariser Blau (tiefdunkles blau) ausgestattet, die jedoch oft fälschlicherweise als Schwarz wahrgenommen und bezeichnet wird.
Die Beamten verfügen über Maschinenpistolen vom Typ MP5 in verschiedenen Ausführungen und über die Dienstpistole SFP9, zusätzlich wurden alle USKs mit einer Vielzahl von FN SCAR ausgestattet.
Derzeit werden Taser erprobt. Außerdem hat jeder USK-Angehörige einen Mehrzweckeinsatzstock (umgangssprachlich: Schlagstock), ein Messer und ein Pfefferspray. Zum Fesseln von Festgenommenen führen die Polizisten Plastikhandfesseln, ähnlich Kabelbindern, und Handschellen mit sich. Um ständig untereinander in Funkverbindung zu stehen, hat jeder Beamte ein eigenes Funkgerät mit Freisprechgarnitur.

## Einsatzkonzept
Polizeihauptkommissar Georg Rieger formulierte 1988 in einem Artikel über die Einsatztechnik: „Die Unterstützungskommandos wenden sich vom statischen Einsatz weitestgehend ab und gehen grundsätzlich offensiv vor; sie lassen sich nicht in defensive Positionen drängen. Angriff ist die beste Verteidigung!“ Nach eigener Aussage üben sie, bei Demonstrationen die gewaltbereiten Straftäter zu erkennen und dann festzunehmen, wenn eine Gefahr von ihnen ausgeht.

## Kritik
In mehreren Fällen wurde dem USK ein unverhältnismäßig hartes Einschreiten vorgeworfen. In diesem Zusammenhang war vor allem die fehlende Kennzeichnung und die dadurch hervorgerufenen Schwierigkeiten bei der juristischen Verfolgung unrechtmäßiger Gewalt durch Polizeikräfte ein Thema. Entsprechende Kritik wurde u. a. von Bündnis 90/Die Grünen, der Gewerkschaft ver.di, der Linken, Mitgliedern der Piratenpartei und der FDP sowie Amnesty International geäußert.
Medial diskutierte Vorfälle
- Während des G7-Gipfels in München 1992 versuchten am 6. Juli 1992 bis zu tausend G7-Gegner auf dem Max-Joseph-Platz den einzigen Auftritt der Gipfelteilnehmer unter freiem Himmel mit Trillerpfeifen und Buhrufen zu stören. Daraufhin wurden sie vom Ort des Geschehens abgedrängt, vor dem Kaffeehaus Dallmayr am Marienhof von USK-Beamten eingekesselt und über mehrere Stunden festgehalten.[26] Später zog die Münchner Polizei ca. 480 Demonstranten gewaltsam aus dem Kessel.[27][28][29][30] Bereits bei Vorbereitungstreffen der Gipfelkritiker war das USK eingesetzt worden.[31]

- Im Dezember 2006 berichtete die Süddeutsche Zeitung über Misshandlungen und Demütigungen von Kollegen untereinander, in deren Folge betroffene Mitglieder aus Gründen der Fürsorgepflicht aus der Einheit genommen wurden. Dabei handelte es sich um das gegenseitige Sprühen von Pfefferspray ins Gesicht, ein Kollege soll außerdem mit Kabelbindern an ein Treppengeländer gefesselt worden sein.[32]

- Während des traditionellen Gottesdienstes auf dem Hohen Brendten bei Mittenwald im Mai 2007 hatten Demonstranten ein Transparent mit der Aufschrift „Faschismus ist keine Meinung, sondern ein Verbrechen“ entrollt. Da das Stören von Gottesdiensten eine Straftat darstellt, wurden sie daraufhin von Beamten des USK in Gewahrsam genommen. Anschließend mussten sich die vorübergehend Festgenommenen einer Leibesvisitation unterziehen und sich laut VVN-Aktivist Jürgen Schuh dazu splitternackt vor den Beamten ausziehen. Das Amtsgericht Garmisch-Partenkirchen kam zu dem Ergebnis, „dass die polizeiliche Ingewahrsamnahme (...), sowie die anschließende Anordnung, sich im Rahmen der polizeilichen Durchsuchung vollständig zu entkleiden, rechtswidrig waren“. Das Gericht betonte aber auch, dass „man der Polizei nicht vorwerfen kann, dass sie sich in der Wahl der Mittel vergriffen hätte“, allerdings hätten die Ordnungskräfte „von verschiedenen Maßnahmen eine unverhältnismäßige gewählt“. Die Polizei erklärte, dass das Ausziehen eine gängige Handlung sei, da schon mehrfach Fälle aufgetreten waren, in denen Menschen Rasierklingen in Pobacken versteckt hätten.[33]

- Bei einem Fußballspiel des FC Bayern München gegen den TSV 1860 München am 9. Dezember 2007 gingen von USK-Beamten laut der Staatsanwaltschaft München „massive Aggressionshandlungen (…) mittels Schlagstöcken“[34] aus. Die Polizei verhängte, bevor das Spiel abgepfiffen wurde, eine sog. Blocksperre, um die Fangruppen auseinanderzuhalten. Nach Öffnung des Blocks entstand ein großer Andrang am Ausgang. Dabei sei es zu den Übergriffen durch die Beamten gekommen. Die Staatsanwaltschaft spricht in ihrem Bericht von Schlägen „in unverhältnismäßiger Weise und ohne rechtfertigenden Grund mittels Schlagstöcken auf unbeteiligte Besucher, zum Teil Kinder und Frauen.“[34] Als Reaktion auf Presseberichte wurde das zunächst eingestellte Verfahren wieder aufgenommen, im August 2009 jedoch erneut eingestellt. Mittlerweile wurden die Ermittlungen erneut wieder aufgenommen. Die Beschuldigten konnten auf Grund mangelnder Kennzeichnung der Beamten nicht identifiziert werden. Die Videoaufnahmen der USK-Einsatzes wurden erst ein Jahr nach den Vorfällen den ermittelnden Behörden zur Verfügung gestellt, sie wiesen allerdings an entscheidenden Stellen Lücken auf.[35][24] Das Ermittlungsverfahren wurde 2011 von der Generalstaatsanwaltschaft eingestellt, da „keine zuordenbaren Schläge festzustellen“ gewesen wären.[36] Der Europäische Gerichtshof für Menschenrechte sprach im Jahr 2017 zwei Männern, die verprügelt worden waren, je 2.000 Euro zu und wertete den Übergriff als Verstoß gegen das Folterverbot.[37] Die Entscheidung des Bundesverfassungsgerichts vom 23. März 2015 im Fall Münchner Lokalderby bildete die dritte der vier Entscheidungen des Bundesverfassungsgerichts aus den Jahren 2014 und 2015 zum Anspruch auf Strafverfolgung Dritter.[38]

- Während eines Fußballspieles am 10. Februar 2010 in der Münchner Allianz Arena zwischen dem FC Bayern München und der Spielvereinigung Greuther Fürth kam es zwischen Fans der Spielvereinigung und dem USK zu Auseinandersetzungen. 25 Personen wurden dabei festgenommen. Laut Polizei kamen drei Busse „mit stark alkoholisierten und aggressiven Fürther Ultra-Fans“ wegen Schneefalls zu spät in München an. Diese hätten dann bereits am Eingang „ohne erkennbaren Grund mit massiver körperlicher Gewalt“ Polizisten und später aus dem Block heraus Polizisten und Ordner angegriffen. Holger Schwiewagner aus der Geschäftsleitung des Vereins zufolge kam es dagegen zum Vorfall, da die Polizei die bereits kontrollierten Fans noch einmal kontrollieren wollte, als die Fans schnell in ihren Block wollten. Die Fürther Fans wurden daraufhin gegen die Beamten handgreiflich, worauf die Polizei „teilweise mit unangemessener Härte“ reagierte. Es sei zum überzogenen, teilweise rücksichtslosen Einsatz von körperlicher Gewalt, zum Schlagstock- und Pfeffersprayeinsatz auch gegen Unbeteiligte gekommen. In einer offiziellen Stellungnahme verurteilte die SpVgg Greuther Fürth den Einsatz: „Die Polizei ist mit unverhältnismäßigen Mitteln gegen die Zuschauer vorgegangen“, so Holger Schwiewagner, und weiter: „Das entspricht nicht unserem Verständnis von einem fairen Umgang. Selbst Vereinsvertreter, die versuchten, die Situation zu beruhigen, seien nach dem Spiel von Beamten des Münchener Unterstützungskommandos verbal und handgreiflich angegangen worden.“ Der Fürther SPD-Kreisvorsitzende und Landtagsabgeordnete Horst Arnold hat in diesem Zusammenhang Strafanzeige gegen Unbekannt wegen Körperverletzung im Amt gestellt. Die Polizei war anscheinend von dem ungewöhnlich aggressiven Auftreten der Fußballfans irritiert. So sagte ein Polizeisprecher, dass „man Ausschreitungen wie diese schon länger nicht mehr in der Allianz-Arena erlebt habe“.[39][40] Etliche Ermittlungsverfahren liefen an, eine Beteiligte erklärte, sie sei vor der Toilette von einem USK-Beamten mit dem Schlagstock im Gesicht getroffen worden, eine andere Frau erzählte, ihre Töchter seien geschlagen worden; als sie protestiert habe, sei sie verhaftet worden. Zwei Polizeibeamte des USK wurden versetzt.[41] Alle Strafverfahren wegen Körperverletzung im Amt wurden jedoch bis auf eines, bei dem die Staatsanwaltschaft einen Strafbefehl beantragte, eingestellt.[42]
- Im Januar 2012 schlug in der Münchner Sonnenstraße ein USK-Beamter einen Gegendemonstrant einer Neonazi-Demo auf Brustkorb und Kinn.[43]

- Bei dem Fußball-Bundesligaspiel des FC Augsburg gegen Greuther Fürth am 15. Dezember 2012 kam es vor, während und nach dem Spiel zu Übergriffen des USK auf Augsburger Fans. Die Vorfälle wurden vom Fanbeauftragten des FC Augsburg dokumentiert. Der Präsident des FC Augsburg äußerte in einem Brief an den bayrischen Innenminister die Vermutung, dass die Einsätze des USK bei Fußballspielen zu Ausbildungszwecken genutzt würden und Eskalationen zur Steigerung des Ausbildungsnutzens durch das USK auch gegen friedliche Fans herbeigeführt würden.[44] Innenminister Herrmann forderte daraufhin eine Stellungnahme des Polizeipräsidiums Mittelfranken an, das die Vorwürfe nach Prüfung nicht bestätigen konnte.[45] Nachdem der FCA-Präsident seine Vorwürfe erneuerte und durch Hinweise eines Insiders untermauert sah[46], bot der Innenminister an, sich mit FCA-Fans zu treffen, wies die Vorwürfe des FCA aber weiterhin zurück.[45]

- Im Mai 2014 wurde bei einem Fußballspiel durch Fans in einem USK-Fahrzeug eine Aufbewahrungsbox für Funkgeräte mit Aufklebern fotografiert, die vor allem in der rechten Szene verbreitet sind. Daraufhin leitete die Polizei interne Ermittlungen ein, um den Verantwortlichen zu finden. Auch wenn die Aufkleber nicht strafrechtlich verboten sind, erwartet den verantwortlichen Beamten eine Disziplinarstrafe, da das Neutralitätsgebot der Polizei verletzt wurde. In einer Stellungnahme der Polizei hieß es, es habe sich um einen 25-jährigen Polizisten gehandelt, der angab „gedankenlos gehandelt zu haben“.[47] Die Staatsanwaltschaft stellte die Ermittlungen im Juni 2014 ein.[48]

- Im März 2015 sollen 15 Teilnehmer einer Anti-Pegida-Demonstration in Nürnberg im U-Bahnhof Weißer Turm eingekesselt und anschließend einzeln fotografiert worden sein. Die Polizei widersprach hingegen einer Einkesselung und begründete die Kontrolle damit, dass 10 Personen aus der Gruppe im Verdacht standen, bei einer Demonstration einige Tage zuvor Straßenbahngleise blockiert zu haben. Die Landtagsabgeordnete Helga Schmitt-Bussinger kritisierte den Einsatz und möchte ihn im Innenausschuss des Bayerischen Landtags thematisieren.[49]

- Im Oktober 2015 trat ein Beamter des USK einen Punk in Nürnberg ins Gesicht, sodass dieser einen beidseitigen Kieferbruch erlitt.[50] Der Beamte wurde durch die Aussage eines Kollegen vom Dienst suspendiert[51] und im September 2016 zu eineinhalb Jahren Haft auf Bewährung wegen gefährlicher Körperverletzung im Amt verurteilt.[52] Es wurde Revision eingelegt,[53] diese jedoch vom Landgericht verworfen.[54]

- Bei einer Gegendemonstration zu Pegida am 18. Juli 2016 schlug ein Beamter des USK einer 18-jährigen Schülerin mindestens zweimal ins Gesicht. Das Landeskriminalamt nahm aufgrund von Videos Ermittlungen auf.[55] Der Polizist nahm einen Strafbefehl an. Er wurde zu 60 Tagessätzen verurteilt und musste mehrere tausend Euro zahlen.[56]

- Gegen 47 größtenteils dem USK angehörende Beamte wurde ab März 2019 unter anderem wegen Volksverhetzung und der Verwendung von Kennzeichen verfassungswidriger Organisationen ermittelt. Die Beamten wurden teilweise vom Dienst suspendiert und ihrer Dienststellung enthoben.[57] Ebenso wurden Videos gefunden, auf denen sich die Beamten mit Tasern gegenseitig mutwillig verletzten.[58][59] Mit den neuen Waffen waren die Beamten erst seit Sommer 2018 vereinzelt ausgestattet und geschult worden.[60] Einer der Beamten wurde laut einem Bericht des Innenministeriums an den zuständigen Landtagsausschuss per Strafbefehl zu 3.500 Euro in 50 Tagessätzen verurteilt.[61] Ein Beamter bat selbst um seine Entlassung.[62]

- Während eines Einsatzes zu einem Bundesligaspiel in Augsburg im August 2023 feuerte ein Beamter des USK mit seiner Dienstwaffe durch die offene Tür eines Polizeibusses. Der Schuss verfehlte einen seiner Kollegen nach Ermittlungen der Staatsanwaltschaft nur um wenige Zentimeter, er und zwei weitere Beamte (darunter der Schütze) erlitten ein Knalltrauma; ein vierter Beamter wurde durch Glassplitter leicht verletzt. Das Projektil schlug in die Scheibe eines unbesetzten Fahrzeugs der Fanhilfe von Borussia Mönchengladbach ein. Zuvor sollen USK-Beamte sich während der Dienstzeit bzw. der Überwachung des Stadionumfelds gegenseitig lange Zeit mit Wasserpistolen bespritzt haben und schließlich einen mit Wasser gefüllten Einweghandschuh in eines ihrer Fahrzeuge geworfen haben. Der Schütze wurde vor dem Landgericht Augsburg angeklagt und wegen Körperverletzung im Amt zu einer Bewährungsstrafe von einem Jahr und 8 Monaten verurteilt, zudem muss er 5.000 Euro an eine wohltätige Vereinigung spenden.[63][64][65] Der Schütze verlor zudem seinen Beamtenstatus. Alle beteiligten Polizisten wurden außerdem aufgrund von zweifelhafter Zeugenaussagen aus dem Unterstützungskommando der Bereitschaftspolizei geworfen.[66][67]

## Identität der USK-Beamten
Die Beamten des USK treten (auch) bei Demonstrationen teilweise mit Sturmhauben auf. Bei einem Einsatz in geschlossenen Einheiten erteilt anstelle des einzelnen Beamten (Ausweispflicht nach dem bayerischen Polizeiaufgabengesetz) laut der entsprechenden Dienstvorschrift nur der Einsatzleiter Auskünfte über die Identität der Beamten. Hauptsächlich aus taktischen Gründen sind die Beamten durch Symbole an der Uniform oder den Helmen (individuell) markiert.
Im Anschluss an die Vorfälle vom 9. Dezember 2007, bei denen mehrere vermummte USK-Beamte laut Zeugenaussagen wahllos auf Fußballfans einschlugen und mangels Individualisierung nicht ermittelt wurden, beantragte der damalige Münchner Grünen-Stadtrat Siegfried Benker eine Kennzeichnung für USK-Beamte. Das Kreisverwaltungsreferat wies darauf hin, dass zum Beispiel Demonstranten und Fußballfans ebenfalls nicht gekennzeichnet seien und eine Kennzeichnung die Beamten einem erhöhten Risiko aussetze. Am 19. Februar 2009 stimmte eine Mehrheit des Münchner Stadtrats dafür, den Oberbürgermeister Christian Ude zu beauftragen, beim zuständigen Freistaat Bayern auf eine Kennzeichnungspflicht für Polizisten durch Nummern hinzuwirken.
Mittlerweile treten die Fraktionen Bündnis 90/Die Grünen Bayern und die SPD Bayern im Bayerischen Landtag für eine Kennzeichnungspflicht der Beamten ein. Im Jahr 2017 legte der Europäische Gerichtshof für Menschenrechte dem Freistaat Bayern nahe, geschlossene Einheiten im Einsatz eindeutig zu personalisieren und zu kennzeichnen.

## Sonstiges
Als Wappentier führt das Unterstützungskommando seit 2005 den (babylonischen) Greif, ein Mischwesen aus der Mythologie.